# Оскар Ковач
Оскар Ковач (Петровград, 1937 — Београд, 7. новембар 2021) био је српски економиста, професор Мегатренд универзитета и политичар.

## Биографија
Оскар је рођен у породици Илеша Ковача и Розалије Немеш, 1937. године у Петровграду (данас Зрењанин), где је и завршио гимназију. Економски факултет Универзитета Београду, завршио је 1960. године. На истом факултету је магистрирао 1967. и докторирао 1971. године. Био је специјализант на Лондонској школи економије и политичких наука 1966—1967, са стипендијом . Године 1979—1980. провео је на Масачусетском технолошком институту у САД, захваљујући стипендији Америчке асоцијације учених друштава.

## Каријера
До краја 1965. године Оскар Ковач био је шеф Сектора у Заводу за планирање СР Србије, Београд; затим у годинама 1965—1972. научни истраживач и директор сектора у Институту економских наука, Београд. Године 1972. био је биран за доцента, 1978. за ванредног професора, а 1984. године за редовног професора Економског факултета Универзитета у Београду. У периоду 1983—1985. био је декан Економског факултета у Београду. Био је шеф катедре за међународну економију (1992—1996), председник комисије за докторате и члан Управног одбора факултета.
Обављао је одговорне послове у свим врстама професионалних организација економиста и њихових часописа и шеф Комитета за међународне односе Друштва економиста Југославије (1981—1984). Члан је Одбора за економске науке САНУ. Био је главни уредник часописа за друштвену теорију и критику „Гледишта”.
Професор Ковач је са предавањима по позиву учествовао у раду Економског института Мађарске академије наука, Америчке асоцијације за славистичке студије, New York Council on Foreign Relations, конференције УН у Бангкоку, Међународне организације рада у Женеви, Универзитета у Сеулу, Универзитета у Хамбургу и Минхену, Центру за студије трећег света у Мексику, Централноевропском универзитету у Прагу, Светској банци и ОЕЦД.
Професор Ковач објавио је 350 радова (шеснаест књига, самостално или у коауторству). Од тога 3 на мађарском, а 57 на светским језицима. Од ових је 39 објављено у иностранству. Његови важнији радови покривају следеће области: Платни биланс и међународне финансије. Монографија о релевантности платнобилансног ограничења при формулисању концепције привредног развоја и економске политике. Утврђује све додирне тачке домаће са међународном привредом и указује на импликације тога за мале и отворене тржишне економије. Развија низ савремених метода економске анализе, посебно у области финансијских односа са иностранством. Као и у својим другим радовима, нове теоријске концепте и аналитичке методе професор Ковач, тамо где је то примерено, примењује на југословенску економску стварност. У овој монографији он је дао значајан научни допринос унапређењу политике девизног курса и развоју концепта девизног тржишта у Југославији. Такође је подробно доказивао нужност повезивања домаћих тржишта робе и фактора производње са истоврсним иностраним тржиштима, не пропуштајући да укаже и на тешкоће које ће због тога настајати.
На темељу теоријског и аналитичког инструментаријума припремљеног у овој монографији, професор Ковач је у раду Reintegration of Yugoslavia Into the World Economy, користећи међународна искуства, конструисао и применио један макроекономски модел, први ове врсте у нас, који омогућава тестирање конзистентности и избор одговарајућег сценарија реорганизације спољног дуга СР Југославије. Успешна реорганизација тог дуга, уз одређени прилив свежег капитала, неопходан је услов сваке смислене развојне стратегије.
Спољноекономска равнотежа и привредни раст монографија у целини посвећена проблемима у спољноекономским односима које са собом доноси привредни развој. Садржи ауторов економетријски модел за пројекцију привредног раста и анализу конзистентности политика одржавања домаће и спољноекономске равнотеже. Модел је више пута примењиван у средњорочним пројекцијама макроекономских агрегата у Југославији и у раду М. Обрадовића у Француској. Садржи и целовиту теоријску основу за вођење политике економских односа са иностранством.
На сличан начин методолошка решења из његове студије Ефективна заштита и конкурентност југословенске привреде, из 1992. године, сада један институт поново примењује у циљу сагледавања политике заштите југословенске привреде, коју би она могла да понуди као услов за регулисање чланства СРЈ у Светској трговинској организацији.
Године 2000. је постао министар за економску и власничку трансформацију у Влади Миломира Минића. У току тог мандата спроведен је велики број приватизација друштвених предузећа.
У 2002. и 2003. години је два издања доживела најновија књига професора Ковача Међународне финансије. На више од двадесет штампарских табака се истражују нови феномени и проблеми настали у светској привреди након престанка система фиксних девизних курсева, снажне либерализације међународних кретања капитала, растуће транснационализације пословања предузећа и банака. Рад се посебно бави теоријским питањима детерминације нивоа и кретања девизних курсева, новим елементима у механизмима прилагођавања платног биланса, настанком и функционисањем Европске монетарне уније.
У описаним радовима професор Ковач успешно спаја ригорозна теоријска разматрања са емпиријским економским анализама југословенске привреде. Сматра се врсним познаваоцем међусобних релација кључних макроекономских агрегата, као и односа домаћих и екстерних фактора и ограничења привредног развоја. Посебно значајним се сматра његово указивање на чињеницу да Југославија и Србија, као релативно мале привреде, морају да следе политику веће специјализације у производњи и у извозу, што поставља сложена питања пред будућу развојну политику. Резултати његових истраживања дају допринос формирању стратешке развојне и средњорочне економске политике.

## Политичка каријера
Проф. др Оскар Ковач је дуго година био истакнути члан Социјалистичке партије Србије.
Био је члан члан Комисије за израду Дугорочног програма економске стабилизације и шеф групе за систем и политику економских односа са иностранством (1981—1983) за шта је одликован Орденом рада са црвеном заставом 1985. године.
Оскар Ковач је био члан Савезног извршног већа СФР Југославије (мај 1986 — март 1989) и потпредседник Савезне владе СР Југославије 1992. године.
После октобарских промена, у прелазној Владе Миломира Минића 2000. године, био је министар за економску и власничку трансформацију, а памте га по томе што је омогућио брзопотезну приватизацију неких великих предузећа. Од октобра 2000. до јануара 2001. године, када је успостављена нова Влада чији је премијер био Зоран Ђинђић, одиграо се и велики број секундарних приватизација.